# Otton Krzisch
Otton Krzisch, poljski general, * 1886, † 1963.